# Thürkow
Thürkow ist eine Gemeinde im Landkreis Rostock in Mecklenburg-Vorpommern (Deutschland). Die Gemeinde wird vom Amt Mecklenburgische Schweiz mit Sitz in der nicht amtsangehörigen Stadt Teterow verwaltet.

## Geografie
Die Gemeinde Thürkow im Westen der Mecklenburgischen Schweiz liegt sechs Kilometer nördlich von Teterow, am Durchbruchstal des Thürkower Baches in die Niederung um den Teterower See. Am Südwesthang des Tales erhebt sich der Hilgenberg – mit 71 m ü. NN etwa 60 m über dem östlich liegenden Tiefland, das zum Naturpark Mecklenburgische Schweiz und Kummerower See gehört.
Umgeben wird Thürkow von den Nachbargemeinden Groß Wüstenfelde im Norden, Sukow-Levitzow im Osten, Alt Sührkow im Südosten, Teterow im Süden, Dalkendorf im Südwesten sowie Warnkenhagen im Nordwesten.
Der Ortsteil Todendorf ist Bestandteil der Gemeinde Thürkow.

## Geschichte
Thürkow wurde 1371  als Lehnsgut erstmals in einer Besitzurkunde erwähnt. Gutsbesitzer waren u. a. die Familien von Barold (1415–1481), von Zeppelin (1481–1796) und Wilhelm Blohm (1866–1915) ab 1890. Im  Gutspächterhaus von um 1890 ist heute unter anderem eine Kindertagesstätte untergebracht.
Die frühgotische Dorfkirche stammt aus dem 13. Jahrhundert. Durch das relativ starke Gefälle des Thürkower Baches entstand 1999 ein kleines Wasserkraftwerk an der Stelle einer ehemaligen Wassermühle.
Todendorf wurde 1304 erstmals bezeugt. Eine Besonderheit stellt das Gutshaus im Ortsteil  dar: 1860 in klassizistischem Stil erbaut, wurde es vom Förderverein Deutsch-Japanischer Freundeskreis Todendorf e. V. als Schloss Mitsuko zu einem deutsch-japanischen Kulturzentrum ausgebaut, das seit 2001 als Ausstellungs- und Veranstaltungsgebäude genutzt wird. Der Gutspark hat die Gestalt eines Japanischen Haines mit Steinsetzungen, exotischen Pflanzen und dem Shōkaku Mon (Tor des fliegenden Kranichs). Benannt ist das Schloss nach der japanischen Frau des seit 1964 in Kyōto lebenden Künstlers Heinrich Johann Radeloff: die „Lichtbringende“.
Nahe Todendorf verläuft das bahndammartige Schwetziner Os, ein fast 35 km langer Wallbergzug in Richtung Norden, der das Spaltennetz des Inlandeises widerspiegelt.

## Verkehrsanbindung
Die Gemeinde liegt an der B 108 von Teterow nach Rostock. In Thürkow zweigt die Landesstraße in die Kleinstadt Gnoien ab. Die Bahnstrecke Teterow–Gnoien, an deren Trasse Thürkow lag, wurde 1997 stillgelegt. Der nächste Bahnhof  befindet sich in Teterow an der Bahnstrecke Güstrow–Neubrandenburg.

## Persönlichkeiten
- Georg Blohm (1896–1982), Agrarwissenschaftler

## Sehenswürdigkeiten
- spätgotische Kirche in Thürkow aus dem 15. Jahrhundert[3]
- Klassizistisches Gutshaus in Todendorf von 1860
- Schloss Misuko – Das Japan Museum mit japanischem Hain in Todendorf
- Gutspächterhaus Thürkow als sanierter Klinkerbau von um 1890 mit  Mittelrisalit mit Treppengiebel

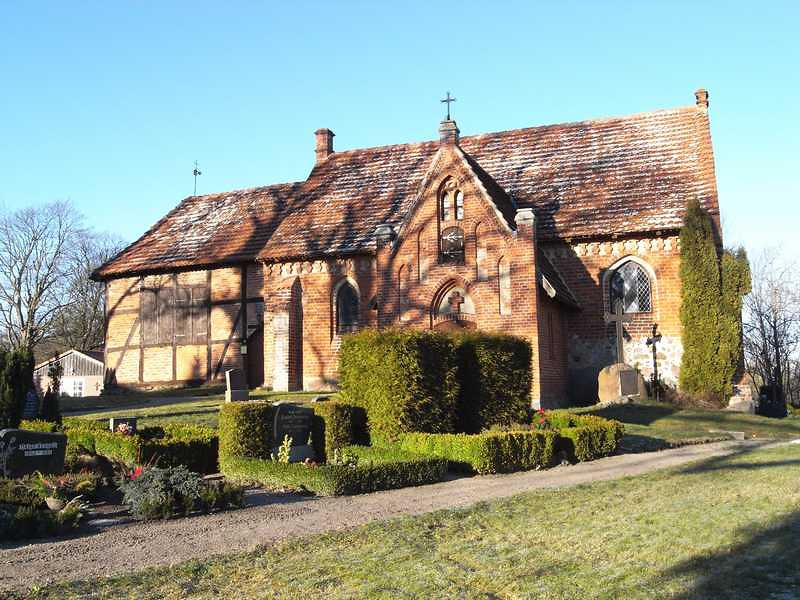
Dorfkirche
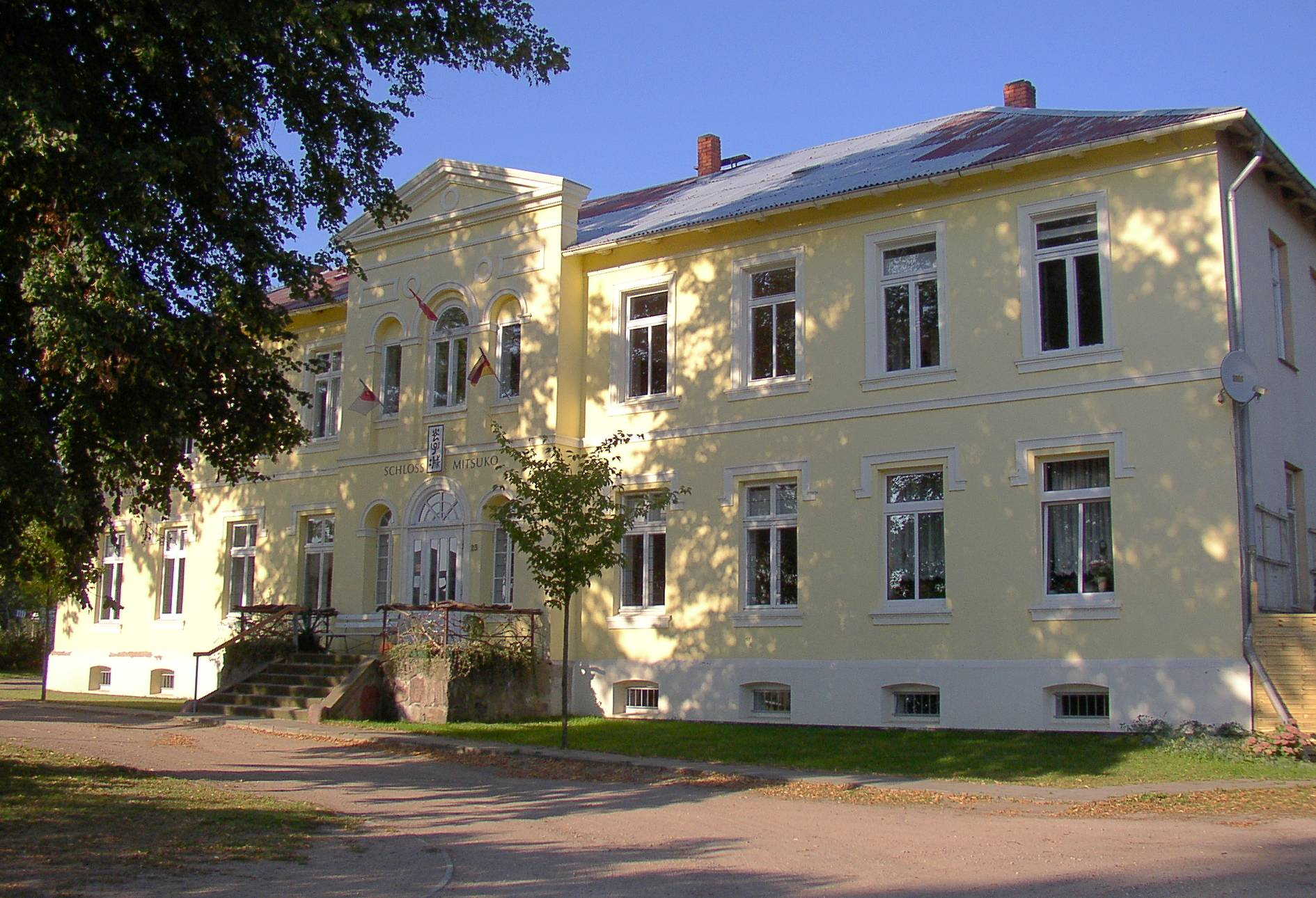
Schloss Mitsuko

## Belege
1. ↑  Statistisches Amt M-V – Bevölkerungsstand der Kreise, Ämter und Gemeinden 2023 (XLS-Datei) (Amtliche Einwohnerzahlen in Fortschreibung des Zensus 2011) (Hilfe dazu).
2. ↑  Wolf Lüdeke von Weltzien: Familien aus Mecklenburg und Vorpommern. Band 3, Nagold 1992, S. 28.
3. ↑  Dehio-Handbuch der Deutschen Kunstdenkmäler. Band Mecklenburg-Vorpommern. 2016, ISBN 978-3-422-03128-9, S. 397/698.